# 제2항공여단 (대한민국)
제2전투항공여단(第二戰鬪航空旅團, 2nd Aviation Brigade)은 경기도 이천시에 본부를 두고 있는 대한민국 육군 항공사령부의 예하 여단이다. 공격 및 강습 헬리콥터를 운용한다.

## 역사
1973년 9월 1일, 제1항공단으로 창설되었다.
1978년 6월 1일, 새로이 창설된 제1항공여단로 전속하고 서수 61로 바뀌었다. 그리고 예하부대로서 UH-1H를 운용하는 제202, 203항공대대가 창설되었다.
1980년 5·18 광주 민주화 운동 진압을 위해 육군본부의 "헬기 작전계획 실시"에 따라 제1항공여단장 송진원 준장은 예하부대 중에서 제1항공여단의 제103항공대대, 제31항공단의 제501, 506항공대대, 제61항공단의 제202, 203항공대대를 5월 22일에 광주시로 투입하였다.
1998년 4월 1일, 제2항공단으로 서수가 바뀌었다.
1999년 4월 20일, 육군항공작전사령부가 창설되자, 제1항공여단에서 분리되어 여단으로 증편되었다.
2003년 7월 1일, 임무형 항공부대로 개편되었다.
2004년 7월 1일, 기능형 항공부대로 개편되었다.
2015년, 제302항공대대가 창설되었다.
2017년 12월 1일, 제602항공대대가 새로 창설된 특수작전항공단으로 전속하였다.
2022년 1월 14일 제2전투항공여단으로 개편되었다.

## 부대
| - 제902항공대대 - 제302항공대대 - 제301항공대대 - 제601항공대대 - 제603항공대대 - 제605항공대대 - 제60항공대 | 항공단장: 송승열 대령 - 제201항공대대 - 제202항공대대 (UH-1H): 이계달 중령 - 제203항공대대 (UH-1H): 택승록 중령 - 제204항공대대 - 제205항공대대 - 제601항공대대 |

## 기록

### 계보
- 1973년 9월 1일, 제1항공단
- 1978년 6월 1일, 제61항공단
- 1998년 4월 1일, 제2항공단
- 1999년 4월 20일, 제2항공여단

### 소속
- 불명, 1973년 9월 1일
- 제1항공여단, 1978년 6월 1일
- 육군항공작전사령부, 1999년 4월 20일

### 참전
- 5·18 광주 민주화 운동, 1980년 5월 21일

## 참고
1. ↑  이숙경 (2020년 7월 28일). “대한민국 영공 수호 UH-1H, 퇴역한다...52년간 지구 3,649바퀴”. 코나스넷. 2020년 11월 27일에 확인함.
2. ↑  김형로 (2017년 5월 15일). “5·18 때 광주 전일빌딩 헬기 사격한 부대는?”. 노컷뉴스. 광주CBS. 2020년 8월 5일에 확인함.
3. ↑  “전일빌딩 헬기 사격의 진실 '일문일답'”. 광주in. 2017년 5월 15일. 2020년 11월 27일에 확인함.